# Gyo
Gyo (ギョ, Gyo) est un seinen manga de Junji Itō prépublié dans le magazine Big Comic Spirits entre 2001 et 2002, puis publié par Shōgakukan en deux volumes reliés sortis entre février 2002 et mai 2002. La version française a été éditée par Tonkam dans la collection « Frissons » en deux tomes sortis entre juillet 2006 et septembre 2006, et une intégrale en 2021.
Un OAV produit par le studio d'animation Ufotable est sorti en 2012.

## Synopsis
Le synopsis du manga et de l'OAV diffèrent, notamment au niveau du personnage principal, qui est Tadashi dans le manga, et Kaori dans l'OAV.
Manga :
Tadashi et Kaori, sa petite amie, passent leurs vacances à Okinawa dans le chalet de l'oncle de Tadashi. Pendant une escapade en mer, Tadashi manque de se faire tuer par un requin. Kaori le presse pour qu'ils rentrent au chalet, lui faisant part de son odorat sensible. De retour au chalet, une dispute éclate et Kaori sort du chalet. Tadashi la retrouve et une ombre surgi à côté d'eux. De retour au chalet ils sont surpris par une odeur nauséabonde. Lors de sa douche Kaori tombe sur une ombre se mouvant assez vite pour qu'elle n'ai pas le temps de la voir distinctement. Réagissant vivement, Tadashi arrive à écraser la créature entre un meuble et le mur. Il s'agit d'un poisson avec des pattes pouvant marcher sur la terre ferme, dégageant une odeur de putréfaction et se faufilant partout. L'ayant écrasé puis enfermé dans un sac plastique à l'extérieur, Tadashi pense en avoir fini avec cette créature, mais l'odeur persiste. Tadashi ressort pour s'en débarrasser, mais le sac a disparu. Quelques minutes plus tard, il réapparaît, flottant dans les airs, gonflé comme un ballon. Le soir même, sur la plage Tadashi aperçois d'autres créatures de ce type sortant de l'eau. Le lendemain, des touristes sur une plage a proximité se font attaquer par un requin dans le même état que le poisson de la veille. C'est le début d'une attaque des créatures envers les humains. Toute personne victime de ces poissons se transforme peu à peu en une créature monstrueuse dégageant cette même odeur, et expulsant du gaz de manière incontrôlable. Peu à peu, à partir de la côte, les poissons envahissent le Japon entier.
OAV :
Kaori et ses amies passent leurs vacances à Okinawa dans le chalet de l'oncle de Tadashi, son fiancé. Deux jours avant la fin de leurs vacances, elles rentrent le soir au chalet et sont surprises par une odeur nauséabonde. Soudain, une créature frôle Aki, l'amie de Kaori. Réagissant vivement, Kaori arrive à écraser la créature entre un meuble et le mur. Il s'agit d'un poisson avec des pattes pouvant marcher sur la terre ferme, dégageant une odeur de pourriture et s'attaquant aux êtres humains. L'ayant jeté, les filles pensent en avoir fini avec cette histoire, mais le lendemain matin, elles se font attaquer par un requin dans le même état que le poisson de la veille. C'est le début d'une attaque des créatures envers les humains. Toute personne victime de ces poissons se transforme peu à peu en une créature monstrueuse dégageant cette même odeur. Peu à peu, à partir de la côte, les poissons envahissent le Japon entier.

## Liste des volumes
| no | Japonais        | Japonais      | Français       | Français          |
| no | Date de sortie  | ISBN          | Date de sortie | ISBN              |
| -- | --------------- | ------------- | -------------- | ----------------- |
| 1  | 28 février 2002 | 4-09-186081-8 | juillet 2006   | 978-2-8458-0762-4 |
| 2  | 30 mai 2002     | 4-09-186082-6 | septembre 2006 | 978-2-8458-0763-1 |

### Autres éditeurs
- Viz Media
- Tong Li Publishing Co., Ltd.
- Japonica Polonica Fantastica
- Delcourt/Tonkam, Intégrale sortie le 17 mars 2021, 416 p.,  (ISBN 978-2413031581)

## Adaptation
Une adaptation en OAV d'une durée de 70 minutes, a été produite par le studio Ufotable. Le scénario de cette animation s'éloigne sensiblement de l'histoire originale. Elle est sortie le 15 janvier 2012 au Japon.

## Réception
En 2007, le manga a été nommé au 34e festival international de la bande dessinée d'Angoulême dans la sélection officielle.

### Édition japonaise
Shōgakukan
1. 1 2  (ja) « Tome 1 ».
2. 1 2  (ja) « Tome 2 ».

### Édition française
Tonkam
1. ↑  (fr) « Tome 1 ».
2. ↑  (fr) « Tome 2 ».